# Gyanu Shrestha
Gyanu Raja Shrestha (* 7. Juli 1960 oder 20. Januar 1968) ist ein ehemaliger nepalesischer Fußballschiedsrichter.

## Karriere
Shrestha war seit 1993 als FIFA-Schiedsrichter dazu berechtigt, Fußballspiele auf internationaler Ebene zu leiten. Bereits zuvor, bei der ersten Fußball-Weltmeisterschaft der Frauen im November 1991, leitete der Nepalese die Gruppenspiele zwischen Japan und Schweden (0:8), der torreichsten Partie im gesamten Turnierverlauf, sowie China gegen Neuseeland (4:1). Außerdem kam er in einem Halbfinale als Linienrichter zur Unterstützung des Spielleiters Salvador Imperatore Marcone zum Einsatz. In den folgenden Jahren wurde Shrestha unter anderem in Spielen der Qualifikation zu den Fußball-Weltmeisterschaften 1998 und 2002 als Schiedsrichter eingesetzt, leitete Spiele des AFC Cup und im September 2006 eine Vorrundenpartie bei der U-17-Fußball-Asienmeisterschaft. Im Jahr 2008 betätigte er sich als Schiedsrichter-Ausbilder. Noch im Dezember 2009 wurde Shrestha bei der Fußball-Südasienmeisterschaft als Schiedsrichter auf internationaler Ebene eingesetzt.
Möglicherweise ist der Schiedsrichter identisch mit dem gleichnamigen Fußballspieler Gyanu Raja Shrestha, der mit der nepalesischen Nationalmannschaft unter anderem an den Asienspielen 1986 teilnahm.

### Wichtige internationale Einsätze
| Turnier                                   | Phase    | Datum         | Mannschaft 1        | Resultat | Mannschaft 2 |
| ----------------------------------------- | -------- | ------------- | ------------------- | -------- | ------------ |
| Fußball-Weltmeisterschaft der Frauen 1991 | Vorrunde | 19. Nov. 1991 | Japan               | 0:8      | Schweden     |
| Fußball-Weltmeisterschaft der Frauen 1991 | Vorrunde | 21. Nov. 1991 | Volksrepublik China | 4:1      | Neuseeland   |
| U-17-Fußball-Asienmeisterschaft 2006      | Vorrunde | 6. Sept. 2006 | Myanmar             | 2:6      | Nordkorea    |